# Cementiri de Maó
El cementiri de Maó es comença a construir després que l'any 1787 el rei Carles III d'Espanya signés la primera disposició sobre la construcció de cementiris fora dels pobles per raons sanitàries i per les males olors que hi havia dins de les esglésies.
El pes de la tradició religiosa en qüestions d'inhumació i el cost de les obres van produir un retard en el compliment de les ordres reials. La construcció d'un cementiri fora de la ciutat implicava una pèrdua econòmica per a les parròquies i convents, que veien com desapareixeria una font d'ingressos. L'església havia de contribuir també al finançament d'unes obres de les quals no en tindria un benefici directe. El clergat no volia acceptar les disposicions del rei i no acceptava tampoc l'argument de les raons d'higiene.

## Inici de la construcció del cementiri
L'acceptació definitiva de la construcció d'un cementiri es produeix quan es promulga l'ordre de construcció del Reial Llatzeret de Maó l'any 1787. La finalitat del Llatzeret és la prevenció de les epidèmies que es podien introduir a la població i a l'illa de Menorca per mitjà de vaixells i mercaderies procedents de llocs infestats.

## El cementiri provisional
A la sessió de la Universitat del 23 de desembre de 1813 es presenta el disseny d'un cementeri provisional. El 31 de desembre es posa en marxa l'execució del projecte. Posteriorment, les males condicions d'aquest cementeri provisional provocaren una allau de protestes.

## El cementiri definitiu
La Reial Ordre de 30 de juny de 1814 accelerà els tràmits per construir un nou cementiri en millors condicions que el provisional. Es segueixen les indicacions de la Reial Ordre i amb el vistiplau del Govern de l'Estat s'adjudiquen les obres i es fa provisió de fons per a la construcció del cementiri. L'autor del projecte va ser l'escultor Miquel Comas i Pons. El cementiri fou dissenyat com un recinte de planta rectangular dividit en quatre rectangles més petits, amb una entrada monumental, sepultures que recorren els laterals del recinte i d'altres que s'aixequen en cadascun dels rectangles en què està dividit el cementeri. Un obelisc commemoratiu ocupa la intersecció dels quadrats. Aquesta part és la que s'anomena recinte antic perquè és la primera i més antiga.
Es va proposar la utilització de l'església de Nostra Senyora de Gràcia com a capella del cementiri, i com a tal continua fins a l'actualitat, en què és coneguda com a Ermita de Gràcia.

### Característiques arquitectòniques i estilístiques
L'accés principal del cementiri de Maó és d'ordre clàssic. A banda i banda de l'entrada es troben dues escultures que representen la Fe i l'Esperança. Un passadís on hi ha una sèrie regular de panteons de formes clàssiques condueix a l'entrada de l'antic recinte, la qual té forma d'arc triomfal. El timpà de l'arc està decorat amb l'escut de la ciutat de Maó.
L'interior del recinte és de planta rectangular amb dues sèries de panteons situats als costats i d'arquitectura classicista. Hi ha també un gran nombre de panteons de pati, de gran diversitat d'estils i de construcció molt posterior.
Les diverses ampliacions del cementiri mostren una evolució en els estils, a partir del classicisme inicial i una progressiva massificació dels enterraments.

### Ampliacions del cementiri
La necessitat de nous espais per a inhumacions ha anat donant lloc a diverses ampliacions, la primera de les quals, o primer eixample, és de característiques molt similars a les de l'antic recinte i un poc més petit. S'autoritzà l'any 1868 i és uns dels espais del cementeri que menys han canviat al llarg dels anys. La segona ampliació estava ja finalitzada l'any 1871. Els enterraments són de galeria, amb una unitat arquitectònica que harmonitza amb els altres recintes i detalls d'acabament diferenciats. El tercer eixample va ser dissenyat per l'arquitecte Francesc Femenías i Fàbregas l'any 1920. Les seves dimensions són similars a les del recinte antic. Com a canvi important, s'introdueixen nínxols alineats a la cara externa de la construcció perquè l'espai d'inhumació comença a ser valorat. S'inicia així la massificació progressiva del cementiri. El quart eixample és contemporani i es tracta d'un recinte on no s'hi observa un projecte clar, sinó que és el resultat de la improvisació en funció de les necessitats. El cementiri civil es considera el cinquè eixample. Es va construir l'any 1882, separadament del catòlic. Actualment s'hi entra des del recinte antic.

### Crematori
A inicis de l'any 2015 s'inaugurarà a un edifici annex al cementiri. Sent el segon de l'illa.Tot i haver gent en contra per la proximitat a els habitatges el tècnics donaren el vist i plau després d'haver realitzat estudis i proves i conprovar que no havia perill pels gassos expulsats, gràcies a la nova tecnologia i filtres que disminueixen els fums.
L'any següent el 2016 s'incineraren 69 de 185 difunts.Xifra que any darrere any va en augment. Per aquest motiu s'han habilitat 30 nous columbaris, sumant-se als ja construïts, que en total en sumen 58.